# 岭东美术馆
岭东美术馆，位于广东省汕头市龙湖区长平东路161号艺苑文化广场，是一个非营利性，为社会服务，向公众开放的永久性文化艺术事业机构。岭东美术馆成立于2010年6月29日，涉及美术收藏、教育、评论与研究、展览等各方面。岭东美术馆与岭东雕塑院、萧晖荣艺术馆相邻。

## 历史
展区面积4500平方米，共6个展厅。下设一室四部：即办公室、展览部、学术典藏部、教育推广部、物业管理部。

## 展览
第一个开馆展览为“关山月虾球传连环画精品展”。

## 开放时间
周一至周日（除特殊节假日外）上午9点30分至11点30分，下午2点至4点30分免费为公众开放。

## 交通
公交20路、39路